# Jens Rud
Jens Rud (død omkring 1404) var en dansk rigsråd.
Han var søn af Niels Jakobsen Rud af Pilegård.
Han nævnes første gang 1360. Han var høvedsmand i Korsør i 1369, og året efter sendte kong Valdemar 4. Atterdag ham med til paven for at udvirke en bandlysning af kongens oprørske undersåtter. I 1382 er han benævnt ridder. I mellemtiden har han formentlig været høvedsmand i Holbæk, men 1387 var han høvedsmand i Vordingborg og i 1390 i Jungshoved, som han 1396 afstod mod at få Møn og Stegehus i forlening i 5 år.
Formodentlig var det derfor ikke ham; men hans søn af samme navn, der i 1400 var høvedsmand i Telge. Som medlem af rigsrådet deltog han i unionsforhandlingerne i Kalmar i 1397 og har beseglet udkastet til unionstraktaten.
Han var gift med Alhed Clausdatter Grubendal, datter af Claus Grubendal og Juliane Olufdatter Lunge, og er samme med hende begravet ved Sorø Kloster.
Han fik børnene Karine, Magrethe, Mikkel (til Skjoldnæs) og Jens.